# Ioannis Ballis
Ioannis Ballis (en grec Ιωάννης Μπάλλης) va ser un tennista grec, que va competir a principis del segle xx. El 1906 va prendre part en els Jocs Intercalats d'Atenes, on guanyà la medalla de plata en la prova de dobles masculins, formant parella amb Xenophon Kasdaglis.